# علاقة محمد عطا المزعومة ببراغ
كانت علاقة براغ المزعومة بين العراق و‌القاعدة قد جاءت خلال اجتماع مزعوم بين محمد عطا المختطف في 11 سبتمبر والقنصلية العراقية في إبريل 2001. هذا الارتباط المزعوم ملحوظ لأنه كان ادعاء أساسيا تستخدمه إدارة بوش لتبرير غزو العراق بقيادة الولايات المتحدة عام 2003. ادعى جهاز المخابرات المضادة التشيكي أن محمد عطا السيد، مختطف 11 سبتمبر، التقى بأحمد سمير العاني، القنصل في السفارة العراقية في براغ، في مقهى. ويعتبر هذا الادعاء، المعروف أحيانا باسم «صلة براغ»، زائفا بصفة عامة ويقال إنه غير مدعم من قبل لجنة الاستخبارات التابعة لمجلس الشيوخ في الولايات المتحدة.

## المزاعم
وفي مقابلة مع شبكة إن بي سي التلفزيونية، قال نائب الرئيس ديك تشيني في 9 ديسمبر 2001،
لقد تأكد جيدا أن (عطا) ذهب إلى براغ، وقد تقابل مع مسئول كبير في جهاز المخابرات العراقي في (الجمهورية التشيكية) في إبريل الماضي، قبل عدة أشهر من الهجوم.
وكرر تشيني هذا الادعاء بينما كانت الدولة تستعد للحرب مع العراق.
مصدر الادعاء جاء من اتصال للمخابرات التشيكية داخل السفارة العراقية، والذي وصف في بوسطن جلوب بأنه «مرشد واحد من الجالية العربية في براغ الذي رأى صورة عطا في الأخبار بعد هجمات 11 سبتمبر، والذي أخبر المتعاملين معه فيما بعد أنه شاهده يجتمع مع العاني. وقد وصف بعض المسئولين المصدر بأنه غير جدير بالثقة.»
تم تسريب الخبر لأول مرة إلى خدمة رويترز الإخبارية في 18 سبتمبر 2001. دون أن تذكر براغ، أفادت رويترز أن «معلومات المخابرات السرية التي تلقتها الولايات المتحدة أظهرت أن عطا قد التقى بممثل المخابرات العراقية هذا العام». ونقل التقرير عن «مصادر حكومية أمريكية». وفي 13 أكتوبر 2001، تسربت القصة إلى الصحف التشيكية. وأكدت وزارة الخارجية هذه القصة. وفي 20 أكتوبر 2001 نشرت صحيفة نيويورك تايمز قصة لجون تاجليابيو تقول إن مسؤولين تشيكيين نفوا أن يكون الاجتماع قد حدث على الإطلاق.
وفي 26 أكتوبر رد وزير الداخلية التشيكي ستانيسلاف جروس على ذلك بالدعوة لمؤتمر صحافي «اكد فيه» ان عطا «اجرى اتصالات مع ضابط في الاستخبارات العراقية» في براغ وهو العاني الذي طرد لاحقا من البلاد.
وفي 27 أكتوبر نشرت صحيفة نيويورك تايمز قصة تفند قصتها السابقة. وفي وقت لاحق ذكرت صحيفة نيويورك تايمز أن المسؤولين التشيكيين تراجعوا عن الادعاء، أولا بشكل خاص، ثم بعد ذلك علنا بعد أن أجرت الصحيفة «مقابلات مكثفة مع شخصيات تشيكية بارزة».
وعندما ظهرت في وسائل الاعلام الغربية شائعات حول تراجع مسؤولين تشيكيين بشكل خاص عن هذه الادعاءات، طبقا لصحيفة براغ بوست Hynek Kmoníček، صرح المبعوث التشيكي لدى الامم المتحدة بأن «الاجتماع قد تم». وقد تكهن مسؤول تشيكي كبير طلب عدم الكشف عن هويته بان التقارير الاعلامية التي رفضت الاجتماع كانت نتيجة «تسرب موجه».
في 15 مارس 2002 كتب ديفيد إغناطيوس في صحيفة واشنطن بوست:
وحتى التشيك الذين وضعوا في البداية تقارير عن اجتماع عطا مع العاني، قد تراجعوا تدريجيا. وقال وزير الداخلية التشيكي ستانيسلاف جروس في أكتوبر أن الاثنين قد اجتمعا في إبريل 2001. وقد تغير هذا الإصدار قليلا من قبل رئيس الوزراء التشيكي ميلوش زيمان عندما أخبر السي إن إن في نوفمبر [2001]: "اتصل عطا ببعض العملاء العراقيين، ليس لإعداد الهجوم الإرهابي على [البرجين] بل للإعداد لهجوم إرهابي على مبنى إذاعة أوروبا الحرة فقط في براغ. ثم، في ديسمبر، تراجع الرئيس التشيكي فاتسلاف هافيل إلى ما هو أبعد من ذلك، قائلا إنه لم يكن هناك سوى "70 في المائة" من فرصة لقاء عطا مع العاني.
ولكن هافيل «انتقل لاحقا إلى إلغاء التقرير نهائيا» من خلال الإدلاء بالبيان علنا أمام البيت الأبيض، كما ورد في صحيفة نيويورك تايمز. ووفقا لتقرير صحيفة تايمز، «يقول المسؤولون التشيكيون أيضا إنه ليس لديهم أي دليل قاطع على أن السيد العاني كان متورطا في أنشطة إرهابية، رغم أن الحكومة قد أمرته بمغادرة منصبه في أواخر أبريل 2001». وصف تقرير نيويورك تايمز بأنه «تلفيق» من قبل لاديسلاف شباتشيك، المتحدث باسم الرئيس التشيكي فاتسلاف هافيل. ولكن شباتشيك «قال أيضا أن السيد هافيل ما زال واثقا من عدم وجود أساس وقائعي وراء التقرير بأن السيد عطا التقى دبلوماسيا عراقيا». كانت قصة تايمز إحراجا محتملا لرئيس الوزراء التشيكي ميلوش زيمان بعد أن كشفت «مقابلات مكثفة مع مسؤولي الاستخبارات التشيك وغيرهم من المسؤولين والسياسيين والأشخاص المقربين من مجتمع المخابرات التشيكي أن السيد زيمان كشف قبل الأوان عن تقرير لم يتم التحقق منه».

## التحقيقات
وأجرت عدة منظمات رسمية تحقيقات في إمكانية عقد مثل هذا الاجتماع، وخلصت جميعها إلى أن الأدلة لا تؤيد احتمال عقد مثل هذا الاجتماع.

### سي آي ايه
وبعد 11 سبتمبر بقليل، طلب نائب الرئيس ديك تشيني من مدير المخابرات المركزية جورج تينيت أن ينظر في الادعاء بأن عطا قد التقى بعميل مخابرات عراقي. وقد وضع تينيت جيم بافيت من إدارة العمليات في القضية، الذي أبلغ تينيت مرة أخرى. وفي 21 سبتمبر 2001، قال تينيت للرئيس: «إن مكتبنا في براغ متشكك في التقرير. الأمر غير منطقي فحسب». وأشار تينيت أيضا إلى أن الأدلة الأخرى التي تمكنت وكالة المخابرات المركزية من العثور عليها، بما في ذلك سجلات بطاقات الائتمان والهاتف، جعلت من هذا الاجتماع أمرا مستبعدا للغاية.
وطبقا للكاتب روبرت نوفاك، قال وزير الدفاع دونالد رمسفلد «أكدت التقارير المنشورة أنه لا يوجد دليل على الزعيم المفترض للهجمات الإرهابية وجد في العاصمة التشيكية». ووفقا لتقرير وكالة الاستخبارات المركزية الأميركية الصادر في 2003 يناير حول دعم العراق للإرهاب، «إن أكثر التقارير موثوقية حتى الآن تثير الشك في هذا الاحتمال» من أن مثل هذا الاجتماع قد عقد. وقد أصدر مدير المخابرات المركزية جورج تينيت «التقييم العام الكامل من قبل الوكالة بشأن هذه المسألة» في بيان أدلى به أمام لجنة الخدمات المسلحة بمجلس الشيوخ في يوليو 2004، وقال «على الرغم من أننا لا نستطيع أن نستبعد ذلك، إلا أننا نتشكك بشكل متزايد في أن مثل هذا الاجتماع قد حدث».
ووصف جون إي ماكلوجلين الذي كان في ذلك الوقت نائب مدير السي آي ايه مدى التحقيق الذي أجرته الوكالة في الادعاء: «حسنا، في شيء مثل اجتماع عطا في براغ، ذهبنا إلى كل ذلك من يوم الأحد. ولقد نظرنا إليها من كل زاوية يمكن تصورها. لقد قمنا بفتح المصدر، وفحصنا سلسلة الشراء. لقد نظرنا إلى الصور الفوتوغرافية. لقد نظرنا إلى الجداول الزمنية. لقد نظرنا إلى من أين ومتى. من الخطأ القول بأننا لم ننظر إليها. وفي الواقع، نظرنا إليه بعناية فائقة وكثافة ودقة فائقة».

### مكتب التحقيق الفيدرالي
وقال مسؤول كبير في الإدارة لوالتر بينكوس من صحيفة واشنطن بوست إن مكتب التحقيقات الفدرالي استنتج أنه «لم يكن هناك دليل على أن عطا غادر أو عاد إلى الولايات المتحدة في الوقت الذي كان من المفترض أن يكون فيه في براغ». وأوجز مدير مكتب التحقيقات الفيدرالي روبرت مولر مدى تحقيقهم في مكان المختطف في خطاب ألقاه في أبريل 2002: «فحصنا مئات الآلاف من القرائن، وفحصنا كل سجل يمكننا العثور عليه، من حجز التذاكر إلى تأجير السيارات إلى الحسابات المصرفية.» لا توجد سجلات سفر معروفة تظهر مغادرة عطا أو دخوله الولايات المتحدة في ذلك الوقت، وكل شيء معروف عن مكان عطا يشير إلى أنه كان في فلوريدا في ذلك الوقت.

### الشرطة والمخابرات التشيكية
وقال رئيس الشرطة التشيكية، ييري كولار، «لم تكن هناك وثائق تبين أن عطا زار براغ في أي وقت» في عام 2001.
وفي أغسطس 2002، تراجع رئيس الاستخبارات الخارجية التشيكية فرانتيشيك بوبلان علنا عن الادعاء بأن عطا التقى العاني، قائلا إن شائعات عن مثل هذه الاجتماعات «لم يتم التحقق منها أو إثباتها». وذكرت صحيفة براغ بوست أن «بوبلان قال إن الترويج لما يسمى» علاقة براغ«بين عطا والعاني ربما كان حيلة من قبل صناع السياسة الأمريكيين الذين يسعون إلى تبرير عمل عسكري جديد ضد الزعيم العراقي صدام حسين».
وطبقا لمقال نشر في صحيفة واشنطن بوست مؤخرا، تراجع التشيك عن الادعاء: «بعد أشهر من التحقيق الإضافي، قرر المسئولون التشيكيون العام الماضي أنهم لم يعد بوسعهم تأكيد عقد اجتماع، وقالوا لإدارة بوش أن العاني ربما التقى بشخص آخر غير عطا». ويبدو هذا التصور مؤكدا من قبل أحد زملاء العاني الذي اقترح على أحد المراسلين أن المرشد التشيكي أخطأ رجلا آخر على أنه عطا. وقال الشريك «لقد جلست مع الاثنين مرتين على الأقل. والشبيه هو عراقي التقى بالقنصل. إذا رأى شخص ما صورة لعطا فقد يخطئ بسهولة الاثنين».
في عام 2014 ييري روجيك، الرئيس السابق لوكالة الاستخبارات التشيكية BIS، نشر مذكراته. وهنا يزعم أن الولايات المتحدة الأمريكية حاولت دفع رئيس الوزراء التشيكي ميلوش زيمان إلى الإعلان عن أن هجوم 9/11 كان مخططا بمساعدة العراق في براغ. وكل اللوم عن السبب الزائف للصراع يقع على عاتق السلطات التشيكية.

### لجنة 11 سبتمبر
وتناولت لجنة 11 سبتمبر أيضا مسألة ما يدعى أنه صلة ببراغ، وأوردت عددا كبيرا من الاسباب المذكورة أعلاه التي لم يكن من الممكن عقد مثل هذا الاجتماع. ويشير التقرير إلى أن "مكتب التحقيقات الفيدرالي جمع معلومات استخباراتية تشير إلى أن عطا كان في فرجينيا بيتش في 4 أبريل (كما يتضح من صورة كاميرا مراقبة البنوك)، وفي كورال سبرينجز بفلوريدا في 11 أبريل، حيث استأجر هو و‌الشحي شقة. في 6، 9، 10، و11 أبريل، تم استخدام الهاتف الخلوي لعطا مرات عديدة للاتصال بمنشآت سكن مختلفة في فلوريدا من مواقع للخلية داخل فلوريدا. ولا يمكننا أن نؤكد أنه قام بهذه المكالمات. ولكن لا توجد سجلات أميركية تشير إلى أن عطا غادر البلاد خلال هذه الفترة". ومن خلال الجمع بين تحقيقات مكتب التحقيقات الفيدرالي والمخابرات التشيكية، «لم يتم العثور على أي دليل على وجود عطا في الجمهورية التشيكية في أبريل 2001». وقد قدرت اللجنة أنه «ليس هناك ما يدعو إلى عقد مثل هذا الاجتماع، ولا سيما بالنظر إلى الخطر الذي قد تشكله على العملية. وبحلول أبريل 2001، كان جميع الطيارين الأربعة قد أكملوا معظم تدريبهم، وكان المختطفين العضليين على وشك البدء في دخول الولايات المتحدة. ولا تدعم الأدلة المتاحة التقرير التشيكي الأصلي لاجتماع عطا-العاني».
وفي التحليل النهائي، جاء في تقرير لجنة 11 سبتمبر هذا البيان: «هذه النتائج لا يمكن أن تستبعد تماما احتمال أن يكون عطا في براغ في 9 أبريل 2001. وكان يمكن أن يستخدم اسما مستعارا للسفر وجواز سفر بموجب هذا الاسم المستعار، ولكن ذلك سيكون استثناء من ممارسته باستخدام اسمه الحقيقي أثناء السفر (كما فعل في يناير ويوليو عندما قام برحلة خارجية تالية)».

## شخصان يحملان اسم عطا
حتى أواخر عام 2004، اعتقد الكثيرون أن عطا سافر إلى براغ ليوم واحد في 30 مايو 2000. ولم يزعم أحد أنه التقى العاني في ذلك الوقت، ولكن الكاتب المحافظ أندرو سي. مكارثي كتب في مجلة ناشيونال ريفيو أن رحلته اعتبرت مشبوهة. وقد تم اعتقال عطا على ما يبدو لأنه لم يكن لديه تأشيرة سفر ولكنه لم يتم التقاطه على مراقبة المطار.
ومع ذلك، ذكرت شيكاغو تريبيون في أغسطس 2004 أن عطا مختلفا سافر إلى براغ في مايو 2000 — وهو رجل أعمال باكستاني يدعى محمد عطا، الذي ينطق اسمه بشكل مختلف عن المختطف — وتم إبعاده بسبب افتقاره إلى تأشيرة الدخول. ذهب المختطف محمد عطا - الذي كانت أوراق سفره نظامية - إلى مطار براغ بعد يومين في طريقه إلى نيوآرك، مما خلق ارتباكا للبعض:
في 2 يونيو، وصل الخاطف محمد عطا، الذي يحمل تأشيرة، إلى براغ بالسيارة من كولونيا، ألمانيا، وتوجه إلى نيوآرك في اليوم التالي. كاميرات المراقبة بالفيديو في محطة حافلات براغ تظهر أنه يلعب ماكينات القمار في Happy Times Casino في المحطة قبل اختفائه.
وقال بريان كينيتي مراسل تشيكيا "ان الخلط بين الشخصين المختلفين كان له عواقب وخيمة" حيث انه وضع الاساس لادعاءات كاذبة من قبل السلطات التشيكية بعقد اجتماع سري في براغ بين عطا المختطف وعميل الاستخبارات العراقية".

## وصلات خارجية
- The Prewar Evidence (or Lack Thereof): Saddam Hussein’s Collaboration with Terrorists and His Deterrability